# Jean-Baptiste Le Mascrier
Jean-Baptiste Le Mascrier (né en 1697 à Caen; † 16 juin 1760 à Paris) est un abbé français qui s'est attaché à traduire et à éditer plusieurs ouvrages de géographie.
De sa rencontre avec le consul de France en Égypte Benoît de Maillet, en 1692, naît le projet d'une Description de l’Égypte et un essai d'histoire naturelle, Talliamed, dont il a rédigé la préface.
En 1758, Le Mascrier publie une édition bilingue latin-français des Cantilenae intellectuales de Phœnice redivivo de l'alchimiste saxon Michael Maier.
L'historien Helmut Zedelmaier, en conclusion de son essai Baumgarten, considère l'essai de Le Mascrier Idée du gouvernement ancien et moderne de l’Égypte comme une réfutation de toute l'histoire antique.

## Œuvres
- Description de l’Égypte, contenant plusieurs remarques curieuses sur la Géographie ancienne et moderne de ce Païs, sur ses Monumens anciens, sur les Mœurs, les Coutumes, & la Religion des Habitans, sur le Gouvernement & le Commerce, sur les Animaux, les Arbres, les Plantes, etc. (Composé sur les Mémoires de M. de Maillet, ancien consul de France au Caire, par M. l’abbé Le Mascrier), Paris, Chez Louis Genneau et Jacques Rollin, fil, 1735 (online)
- (nl) Beschryvinge van Egypte: Behelzende Verscheide, Keurige, Aanmerkingen, 1737
- Antoine Banier, Jean-Baptiste Le Mascrier (éd.) et Bernard Picart (ill.), Histoire générale des cérémonies, mœurs et coutumes religieuses de tous les peuples du monde, Paris, Rollin, 1741 (online)
- Idée du gouvernement ancien et moderne de l’Égypte : avec la description d’une nouvelle pyramide, et de nouvelles remarques sur les mœurs et les usages des habitans de ce pays (1743) (1re partie, 2e partie)
- Mémoires Historiques sur la Louisiane, (1753), chez Cl. Bauche, Paris
- Essai sur la chronologie, Londres (1751)